# Peperomia exclamationis
Peperomia exclamationis är en pepparväxtart som beskrevs av G.Mathieu. Peperomia exclamationis ingår i släktet peperomior, och familjen pepparväxter. Inga underarter finns listade i Catalogue of Life.